# Larissa Lezhnina
Larissa Lezhnina
(Russo: Лариса Лежнина) é a principal dançarina do Ballet Nacional Holandês, Amsterdã. Ela nasceu em 17 de Março de 1969 em Leningrado (atual São Petersburgo), Rússia. Graduou-se pelo Vaganova Ballet Academy em Leningrado em 1987 e juntou-se ao Kirov Ballet (atualmente Mariinsky Ballet). Em 1990 transformou-se em seu primeiro solista. Deixou o Mariinsky em 1994 e juntou-se ao Ballet Nacional Holandês como principal.